# Begonia thelmae
Espèce
Begonia thelmae est une espèce de plantes de la famille des Begoniaceae. Ce bégonia est originaire du Brésil. L'espèce fait partie de la section Kollmannia. Elle a été décrite en 1981 par Lyman Bradford Smith (1904-1997) et Dieter Carl Wasshausen (1938-…). L'épithète spécifique thelmae signifie « de Thelma » en hommage à l'horticultrice américaine Thelma O'Reilly, surnommée « la reine du bégonia »,.

## Description

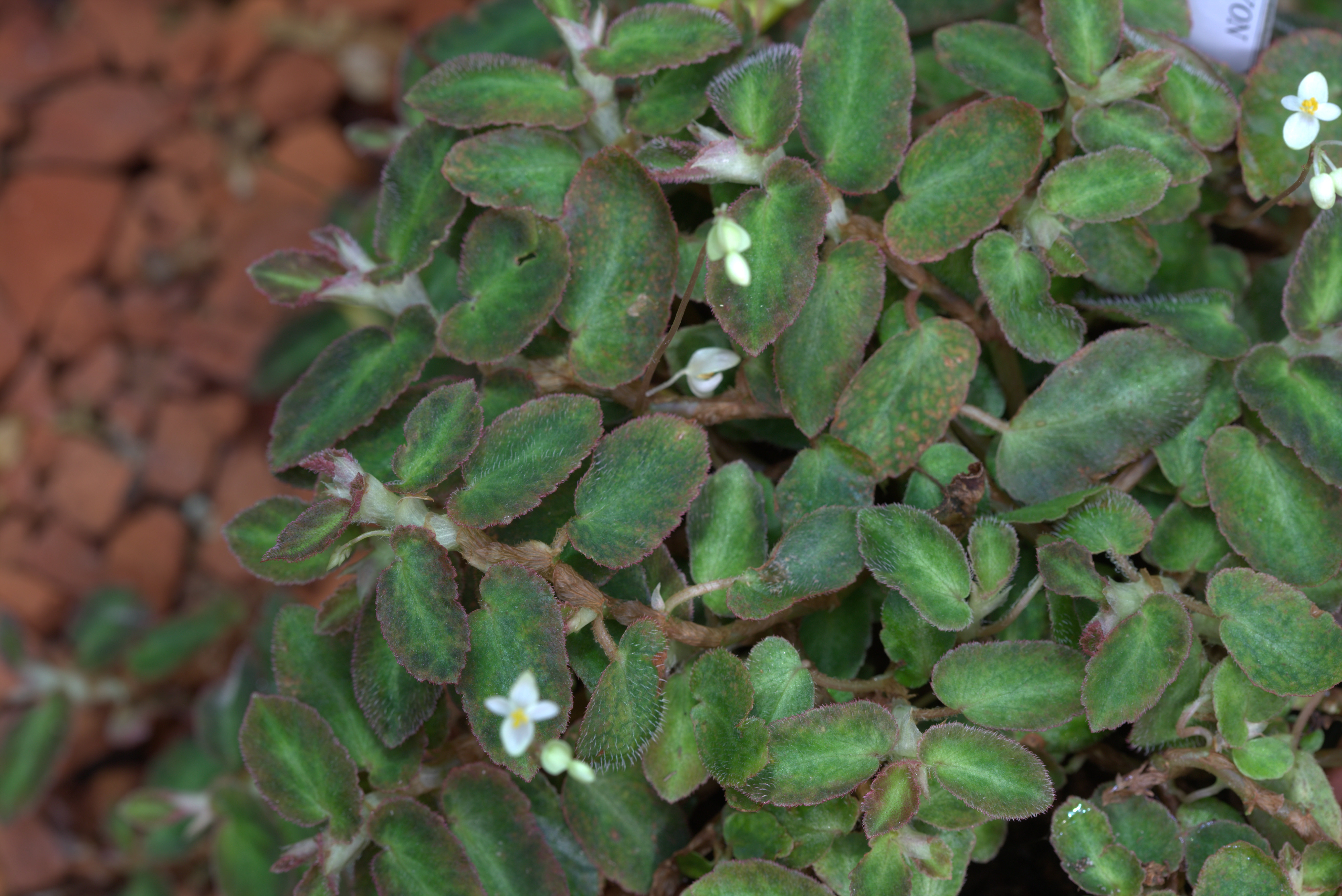
Détail d'une plante cultivée
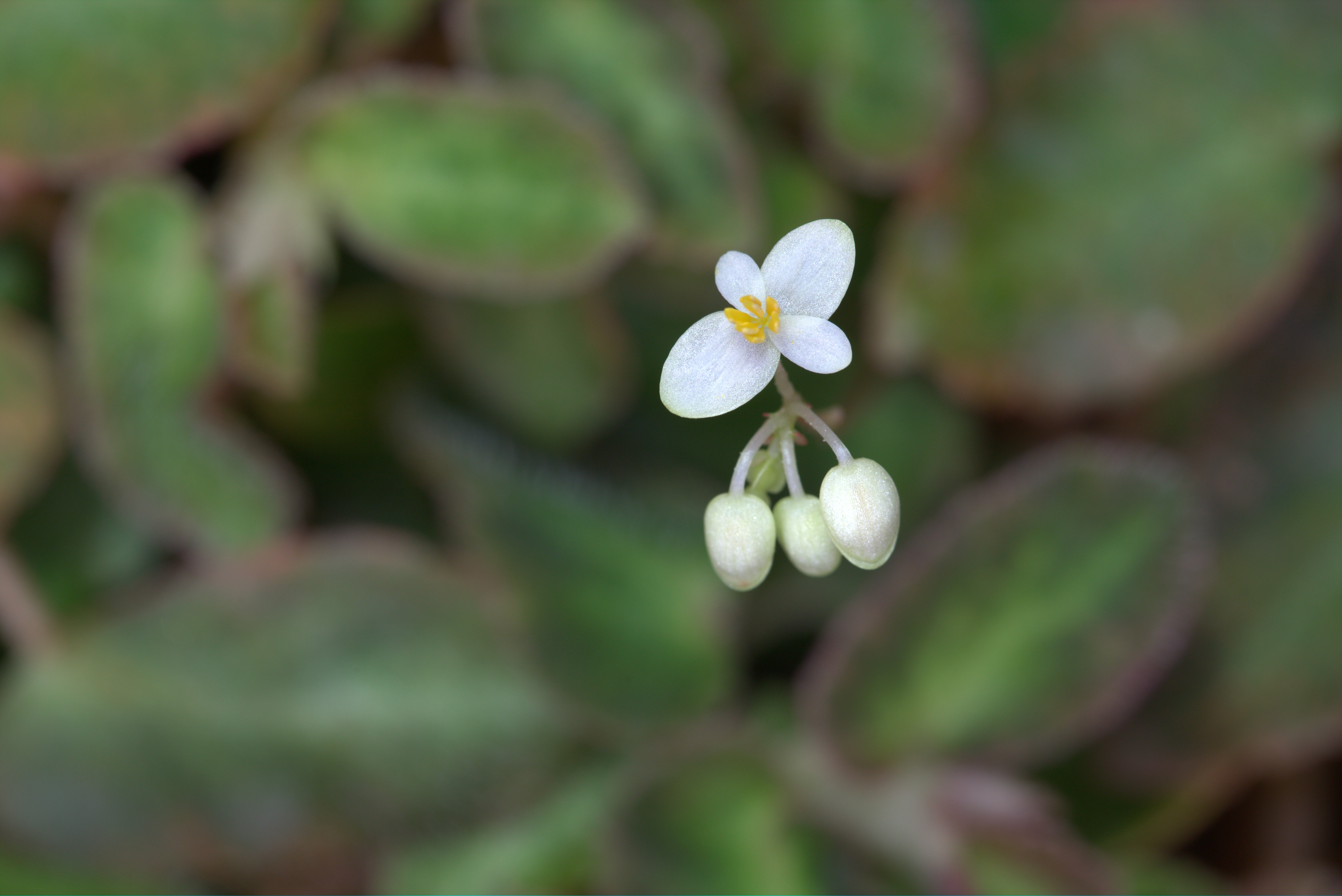
Une inflorescence

## Répartition géographique
Cette espèce est originaire du pays suivant : Brésil.